# Crimson (historieta)
Crimson (Carmesí) es una serie de cómic de fantasía y terror ilustrada por el dibujante Humberto Ramos y guionizada por Brian Augustyn, con elementos adicionales en el guion de F. G. Haghenbeck y Óscar Pinto.

## Historia de la publicación
La serie comenzó en el año 1998 y duró 24 números. Los primeros 7 números fueron publicados como parte de Image Comics en la línea Cliffhanger y los 17 finales fueron publicados por Wildstorm (propiedad de dc comics)
También se publicó un número especial protagonizado por la cazadora de vampiros Scarlet X y el origen del vampiro Joe, dos de los principales personajes de la serie.

## Sinopsis
La historia de Crimson está protagonizada por un joven adolescente llamado Alex Elder que una noche es atacado con sus amigos por una banda de vampiros. Convertido en vampiro, Alex es salvado por Ekimus, el último de una antigua raza antecesora de la humanidad, que afirma que Alex es el elegido. Alex se convierte en un vampiro con poderes muy superiores a lo normal. La serie sigue las aventuras de Alex mientras se adapta a su nueva vida y carga con sus responsabilidades. Su camino pronto se cruza con Joe, otro vampiro, y con Scarlet X, una cazadora de vampiros. En la serie no solo aparecen vampiros, sino también otras criaturas sobrenaturales como hombres lobo, ángeles, dragones y temas bíblicos.

## Personajes
PERSONAJES PRINCIPALES
Alex Elder "El Elegido": Es el protagonista de la historia, un joven adolescente que solo piensa en pasarlo bien y en querer mucho a su novia Julie Ryder. Pero una noche es atacado por una banda de vampiros en Central Park y acaba moribundo y siendo rescatado por Ekimus, su maestro. Cuando Alex descubre que tiene que abandonar todo lo que más quiere, su familia y a su novia, la sed de sangre le envuelve y le hace ser una bestia, gracias a Ekimus y a su colega Joe, otro vampiro compañero de Ekimus logran ayudar a Alex a saber controlarse. Tiempo después Julie muere asesinada y Alex clama venganza. Se descubre que Alex es el Elegido, el encargado de enfrentarse contra Liseth, la madre y reina de todos los vampiros.
Joseph "Joe": Es un vampiro indio que siempre lleva la cara pintada con símbolos tribales, es el mejor amigo de Alex después de convertirse en vampiro y su mentor en su nueva vida. Conocía de hace tiempo a Scarlet y parece que no se llevaban muy bien.Se queda junto a Alex y se prepara para luchar a su lado contra la nueva guerra que se avecina.
Escarlate Thimbauld-Scarlet X:Es una cazadora de criaturas oscuras perteneciente a la Orden de las Capas Rojas. Su compañero es su primo Rouge. La Orden de la Capa Roja tiene una historia muy larga y está vinculada a los Hombres Lobo, al principio Scarlet intenta matar a Alex y Joe, pero con el tiempo se da cuenta de que ellos no son la verdadera amenaza y se une a ellos después de ver como su Orden se va destruyendo poco a poco. Realiza un importante viaje para conocer quién es de verdad y se acaba enterando de que en parte, siempre ha sido como esas criaturas a las que solía cazar.
Ekimus: El primero de una horrible raza, los Grigori, al principio de los tiempos fueron los primeros en pisar la tierra, antes que los humanos, Ekimus es semejante a un mono, tiene la piel grisácea y es muy alto, posee una fuerte armadura que lo protege de cualquier cosa, es el maestro de Alex y confía plenamente en él. Viaja al infierno para negociar con Sapha, el Rey Chalkydri, el Dragón más importante de todos. 
George Davis-San Jorge: es un oficial de policía que investiga la desaparición de Alex, finalmente se descubre que es la reencarnación de San Jorge y que tiene visiones de su vida anterior por lo que abandona a su mujer y a su hijo para investigar quien es en realidad, en ese viaje coincide con Scarlet y George se da cuenta de que tiene un papel muy importante en la nueva guerra por lo que al volver se une a Alex y a los suyos. Es el encargado de matar al Dragón Sapha después de haber sido liberado por error.
Zophiel "Zophie": es un ángel caído que después de ver como unos cazadores de ángeles matabana a su compañero acabó matando a un humano y por eso fue castigada a caer. Es una mujer fuerte y valiente, es calva y tiene un símbolos en su ojo que indica que ha caído, es amigo de Azrael. Se enamora de Alex y empiezan juntos una relación.
Senador Victor Van Fleet: Es la mano derecha de Liseth y es un poderoso vampiro, el padre de Alex trabaja en su oficina y le tiende una trampa para atraer a Alex a su lado. Victor y Alex tienen un enfrentamiento y se demuestra que Victor no es del todo leal a Liseth.
Liseth:Es la villana de la historia y la reina y madre de todos los vampiros, tuvo una relación sentimental con Ekimus cuando fue creada, justo después de la raza Grigori y antes de los primeros humanos. Es cruel, sanguinaria y malvada.

## Ediciones
Aparte de los 24 números de la serie regular, DC cómic publicó una reedición reunida en cuatro tomos:
- Crimson:
  - Lealtad y Pérdida (collects #1–6, 160 páginas, June 1999, ISBN 1-56389-532-3)
  - Cielo & Tierra (collects #7–12, 160 páginas, February 2000, ISBN 1-56389-647-8)
  - Ángel terrenal (collects #13–18, 160 páginas, March 2001, ISBN 1-56389-768-7)
  - Redención (collects #19–24, 160 páginas, October 2001, ISBN 1-56389-790-3)

## Otros medios

### Juguetes
Palisades Toys fabricó juguetes basados en la serie.